# Joshua Kushner
Pour les articles homonymes, voir Kushner.
Joshua Kushner (né le 12 juin 1985) est un homme d'affaires et investisseur américain. 
En 2010, il fonde l'entreprise Thrive Capital, une société d'investissement en capital-risque et, en 2012, il cofonde la compagnie d'assurance maladie Oscar Health. 
Il est le fils du promoteur immobilier Charles Kushner et le frère de Jared Kushner, gendre de Donald Trump.

## Biographie
Joshua Kushner a grandi dans une famille juive à Livingston (New Jersey). Il est diplômé du Harvard College en 2008 et de la Harvard Business School en 2011.
Depuis octobre 2018, il est marié au mannequin Karlie Kloss. Il est père de deux garçons (nés en 2021 et 2023),.

## Fortune
Début 2022, il détient près de 500 millions de dollars sur la base de ses participations dans Thrive capital (240 millions de dollars) et dans Oscar Health (243 millions de dollars).
Selon le magazine Forbes sa participation dans Thrive capital dont il est actionnaire à hauteur de 66 %, est estimée à 1,9 milliard de dollars en 2022.